# Pensiri Laosirikul
Pensiri Laosirikul  (thailändisch เพ็ญศิริ เหล่าศิริกุล; * 17. Januar 1984 in Nakhon Si Thammarat als Pensiri Saelaw) ist eine ehemalige thailändische Gewichtheberin.

## Biografie
Pensiri Laosirikul gewann bei den Weltmeisterschaften 2005 und 2007 insgesamt fünf Silbermedaillen und eine Bronzemedaille. Bei ihren Teilnahme an den Asienspielen 2006 konnte sie Silber gewinnen. 
Bei den Olympischen Sommerspielen 2008 in Peking trat sie im Bantamgewicht an. Im Reißen konnte sie 85 kg verbuchen und im Stoßen kam sie auf 110 kg. Dies ergab ein Gesamtgewicht von 195 kg, womit sie auf dem dritten Rang landete und die Bronzemedaille gewann.
Bei der Sommer-Universiade 2011 konnte sie ebenfalls die Bronzemedaille gewinnen.